# Louis Francis
Louis Francis (7. februar 1900 – 9. november 1959) var en fransk forfatter.
Han skrev flere romaner og han fik Renaudot-pris for sin roman, der hed blanc (hvid) i 1934.